# 釜山大學站
釜山大學站（：／ Busandae yeok */?）是釜山地鐵1號線沿線的一座高架車站，位於韓國釜山廣域市金井區長箭洞。該站原名釜山大學前站（／），2010年時更名為現站名。

## 車站結構
站體為2面2線曲線式設計側式月台的高架車站，候車月台設有月台幕門，並有4處出口。

### 月台配置
| 溫泉場 ↑ |
| \| 上    |
| ↓ 長箭   |

| 月台 | 路線               | 目的地             |
| ---- | ------------------ | ------------------ |
| 上行 | ●釜山都市铁道1号线 | 多大浦海水浴場方向 |
| 下行 | ●釜山都市铁道1号线 | 老圃方向           |

## 歷史
- 1985年7月19日：釜山大學前站落成啟用。
- 2010年2月24日：改為現在名稱。

## 車站周邊
- 釜山大學
- 大同大學
- 金井稅務署
- 釜山銀行長箭洞分行
- 金剛植物園
- 釜山師範大學附設高校

## 相鄰車站
釜山交通公社
●釜山都市铁道1号线
溫泉場（127）－釜山大學（128）－長箭（129）